# 미나미카미시로역
미나미카미시로역(일본어: 南神城駅)은 일본 나가노현 기타아즈미군 하쿠바촌에 위치한 동일본 여객철도 오이토 선의 철도역이다. 역 번호는 16번이며, 단선 승강장 1면 1선의 구조를 갖춘 지상역이다.

## 이용 현황
| 승차 인원 추이 | 승차 인원 추이 |
| 연도           | 1일 평균       |
| -------------- | -------------- |
| 2007           | 36             |
| 2010           | 22             |
| 2011           | 21             |

## 역 주변
- 국도 제148호선

## 역사
- 1942년 12월 5일 : 국철의 역으로서 개업. 여객 영업만.
- 1987년 4월 1일 : 일본국유철도 분할 민영화에 의해, 동일본 여객철도가 승계.
- 2014년
  - 11월 22일 : 나가노 현 가미시로 단층 지진에 의해, 이 역을 지나 시나노오마치 - 이토이가와 역 간이 통행 불가.
  - 11월 25일 : 이 역을 지나 시나노오마치 - 하쿠바 역 간이 통행 재개.

## 인접 역
| 동일본 여객철도 오이토 선 | 동일본 여객철도 오이토 선 | 동일본 여객철도 오이토 선                  |
| ------------------------- | ------------------------- | ------------------------------------------ |
| 18 야나바 마쓰모토 방면   | ■ 오이토 선               | 가미시로 15 미나미오타리 · 이토이가와 방면 |